# Присјека
Присјека је насељено место на Кордуну, у саставу општине Војнић, Карловачка жупанија, Република Хрватска.

## Историја
Присјека се од распада Југославије до августа 1995. године налазила у Републици Српској Крајини.

## Становништво
Присјека је према попису из 2011. године имала 24 становника.

### Број становника по пописима
| Националност   | 2001. | 1991. | 1981. | 1971. | 1961. | 1953. | 1948. | 1931. | 1921. | 1910. | 1900. | 1890. | 1880. | 1869. | 1857. |
| бр. становника | 29    | 90    | 119   | 145   | 152   | 171   | 158   | 183   | 172   | 178   | 186   | 193   | 176   | 208   | 210   |

### Национални састав
| Националност       | 2001.     | 1991.       | 1981.        | 1971.        | 1961.        |
| Срби               | 29 (100%) | 87 (96,66%) | 107 (89,91%) | 144 (99,31%) | 149 (98,02%) |
| Хрвати             | 0         | 0           | 2 (1,68%)    | 1 (0,68%)    | 3 (1,97%)    |
| Југословени        | 0         | 1 (1,11%)   | 9 (7,56%)    | 0            | 0            |
| остали и непознато | 0         | 2 (2,22%)   | 1 (0,84%)    | 0            | 0            |
| Укупно             | 29        | 90          | 119          | 145          | 152          |